# Richard Veverka
Richard Veverka (* 10. listopadu 1958) je bývalý český fotbalista, útočník. Jeho syn Richard Veverka je také ligový fotbalista.

## Fotbalová kariéra
V československé lize hrál za Spartak Hradec Králové. V lize nastoupil v 16 utkáních, střelil 2 góly a odehrál 1118 minut. Ve druhé lize hrál i za TŽ Třinec.

## Ligová bilance
| Ročník                                   | Zápasy | Góly | Minuty | Klub                   |
| ---------------------------------------- | ------ | ---- | ------ | ---------------------- |
| 1. československá fotbalová liga 1980/81 | 16     | 2    | 1118   | Spartak Hradec Králové |
| Česká národní fotbalová liga 1981/82     | 24     | 4    | -      | Spartak Hradec Králové |
| Česká národní fotbalová liga 1982/83     | 8      | 0    | -      | TŽ Třinec              |
| Česká národní fotbalová liga 1983/84     | 23     | 6    | -      | TŽ Třinec              |
| Česká národní fotbalová liga 1984/85     | 5      | 1    | -      | TŽ Třinec              |
| CELKEM                                   | 16     | 2    | 1118   |                        |